# 1988年夏季残疾人奥林匹克运动会澳门代表团
1988年夏季残疾人奥林匹克运动会澳门代表团是澳门派出的1988年夏季残疾人奥林匹克运动会代表团。未获得奖牌。